# 202 a. C.
El año 202 a. C. fue un año del calendario romano prejuliano. En el Imperio Romano, fue conocido como el año 552 Ab Urbe condita.

## Acontecimientos
- 19 de octubre - Escipión el Africano, general romano, vence a Aníbal Barca en la batalla de Zama, en las cercanías de Cartago.
- Escipión vence a Anibal en la batalla de Zama (en la costa norte africana). Termina la Segunda Guerra Púnic a.[1]

## Fallecimientos
- Tito Manlio Torcuato, cónsul (235 y 224 a. C.), censor T (231 a. C.) y dictador romano.[1]